# Paracortinidae
Paracortinidae (лат.) — семейство двупарноногих многоножек из отряда Callipodida.
Юго-Восточная Азия (Вьетнам, Китай). Известно около 20 видов.

## Описание
Многоножки среднего размера (4—7 см) с хорошо развитыми плевротергальными гребнями, развиты заметные пористые гребни; голова самца либо не модифицирована, либо с заметной выпуклостью. Плевротергальные волоски апикально заострены, обычно находятся в переднем положении до плевротергита PT4, на плевротергите PT5 некоторые волоски смещены назад, а с плевротергита PT6 все находятся в заднем положении. Гоноподы: параллельные, расходящиеся или сходящиеся. Стернум редуцирован или слит с тазиками; тазики свободно соединены через медиальную мембранозную пластинку. Каждый гонопод с одним или двумя префеморальными отростками, булавовидными и сетуозными (pf1, pf2); одной или двумя коксальными долями и мезальным коксальным отростком разного размера; телоподит (Т) длинный, неразветвлённый в проксимальных частях, иногда изогнутый, скрученный или образующий острый угол на середине длины, дистально сложный с апикальными складками и ламелями и меньшими выступами, заканчивающийся соленомером (s) и парасоленомером (ps). Нога 2 у взрослых самок редуцирована до двух простых склеритов.
Из пещер описано девять видов семейства Paracortinidae, включая всех представителей родов Crassipetalum, Scotopetalum и Angulifemur, а также четыре вида рода Paracortina (P. multisegmentata, P. kyrang, P. yinae, P. zhangi). Эти виды демонстрируют (в разной степени у каждого вида) классические трогломорфные признаки, такие как депигментация кутикулы, уменьшение числа омматидиев, удлинение ног и усиков и, в крайних случаях, даже увеличение числа плевротергитов, достигающее 85 у P. multisegmentata. Наибольшая степень трогломорфизма наблюдается у Angulifemur unidigitis, S. warreni и особенно P. kyrang. Полностью слепые виды, однако, отсутствуют, как и в случае Sinocallipodidae, самого видоспецифичного семейства в этом регионе.
- Paracortina yinae

## Классификация
Известно около 20 видов в 4 родах.
- Angulifemur Zhang 1997 — 2 вида[6]
  - Angulifemur tridigitis Zhang, 1997
  - Angulifemur unidigitis Zhang, 1997
- Crassipetalum Akkari & Stoev, 2023 — 2 вида
  - Crassipetalum magnum Akkari & Stoev, 2023
  - Crassipetalum inflatum (Chen, Zheng & Jian, 2023)
- Paracortina Wang & Zhang, 1993 — 13 видов[1][7]
  - =Altum Wang & Zhang, 1993
  - =Relictus Wang & Zhang, 1993
- Scotopetalum Shear 2000 — 2 вида
  - Scotopetalum chinensis (Stoev & Geoffroy, 2004)
  - Scotopetalum warreni Shear, 2000

## Распространение
Юго-Восточная Азия. Большинство видов отмечены в Китае и пара видов во Вьетнаме.